# Каракой
Каракой (каз. Қарақой) — село в Актогайском районе Карагандинской области Казахстана. Входит в состав аульного округа Жидебай. Код КАТО — 353641400.

## Население
В 1999 году население села составляло 112 человек (62 мужчины и 50 женщин). По данным переписи 2009 года, в селе проживало 137 человек (73 мужчины и 64 женщины).